# خوتکای بال‌آبی

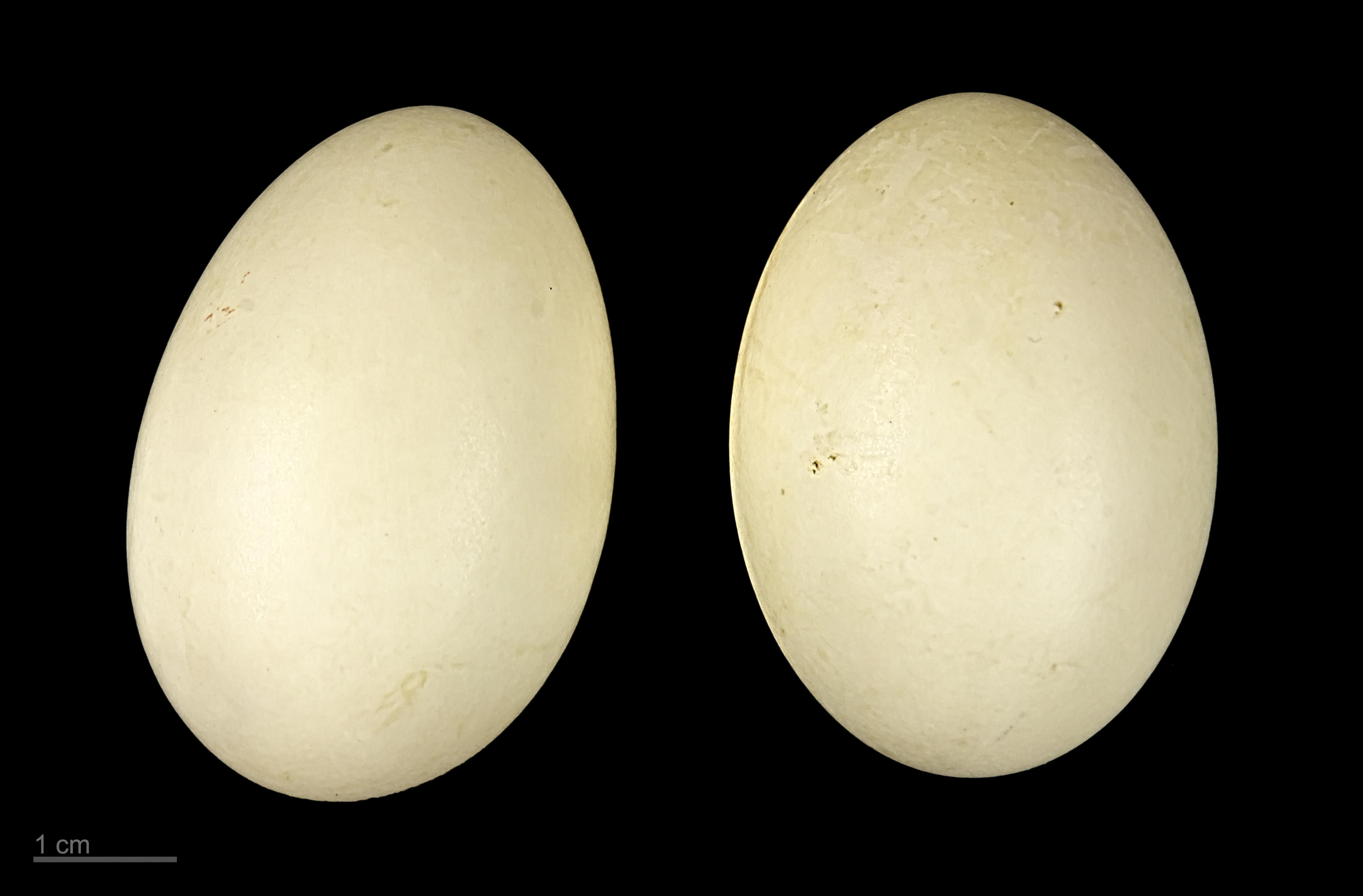
Anas discors

خوتکای بال‌آبی (نام علمی: Anas discors) نام یک گونه از سرده مرغابی‌ها است.